# Sebastiano Rivolta
Sebastiano Rivolta (Casalbagliano, 20 ottobre 1832 – Torino, 14 agosto 1893) è stato un veterinario e batteriologo italiano.

## Biografia
Nato in una famiglia benestante, dopo aver inizialmente intrapreso studi umanistici, dapprima tra le mura domestiche e in seguito presso il liceo classico di Alessandria, venne persuaso dal padre ad iscriversi alla Reale Scuola di Medicina Veterinaria di Torino nel 1852, vincendo una borsa di studio e conseguendo la laurea a pieni voti quattro anni più tardi.
Si mise subito in evidenza per la sua intensa attività di ricerca in parassitologia, batteriologia, anatomia patologica e clinica, che lo portarono alla scoperta e l'osservazione degli agenti responsabili di numerose patologie veterinarie. Tra questi possiamo ricordare il Discomyces bovis (1868), causa dell'actinomicosi bovina; il Cryptococcus farciminosus (1873), causa del farcino equino; l'Avitellina centripunctata (1874), cestoda parassitante le pecore; il Discomyces equestris (1884), causa della botriomicosi equina; l'Opisthorchis felineus (1884), trematoda causa dell'opistorchiasi felina.
Con i suoi studi contribuì ad una maggior comprensione del ruolo di molti germi infestanti animali da reddito e non: il Demodex folliculorum, causa della rogna rossa del cane; la Moniezia expansa, causa di teniasi ovine; la Taenia echinococcus, causa dell'echinococcosi cistica; il Bacillus anthracis, causa del carbonchio ematico nei bovini. Osservò per primo le inclusioni cellulari caratteristiche del diftero-vaiolo aviario, gettando le basi per lo studio di questa malattia causata da virus, in un periodo in cui la virologia doveva ancora nascere. A lui si deve anche la scoperta di alcune particolari cellule presenti nella retina del cavallo, per questo denominate "cellule del Rivolta".
L'esperienza acquisita gli permise di insegnare ben sei materie differenti presso l'Università torinese, prima di trasferirsi all'Università di Pisa per sostituire Pietro Oreste alla cattedra di Clinica medica veterinaria. Divenuto professore ordinario di Patologia Generale ed Anatomia Patologica veterinaria, praticò l'insegnamento nella città toscana per 22 anni, fino alla morte occorsa in seguito a complicazioni del suo già precario stato di salute, dovuto ad una grave cardiopatia cronica che lo accompagnava dalla giovinezza. È tuttora sepolto nel cimitero monumentale di Alessandria.
Autore scientifico prolifico, portò alle stampe quasi duecento opere originali. Compose anche un trattato di fitoparassitologia, rimasto per anni un punto di riferimento della materia.

## Pubblicazioni
- Dei Parassiti Vegetali, come Introduzione allo Studio delle Malattie Parassitarie e delle Alterazioni dell'Alimento degli Animali Domestici, Tip. Giulio Speirani & Figli, Torino, 1884.
- Sebastiano Rivolta e Pietro Delprato, L'ornitojatria o la medicina degli uccelli domestici e semidomestici, Pisa: Uebelhart, 1880